# Ampozamarkblåkråka
Ampozamarkblåkråka (Brachypteracias langrandi) är en förhistorisk utdöd fågel i familjen markblåkråkor inom ordningen praktfåglar. Den beskrevs 2000 utifrån ett subfossilt underarmsben funnet i Ampoza på sydvästra Madagaskar. Att döma av benets storlek var fågeln troligen mer robust än övriga i familjen. Eftersom övriga arter i släktet lever i fuktig regnskog och fyndplatsen idag är torr lövskog tros ampozamarkblåkråkan ha drabbats av klimatförändringar. I övrigt är inget känt om arten.